# Lopezia minima
Lopezia minima är en dunörtsväxtart som beskrevs av Mariano Lagasca y Segura och Franz von Paula Schrank. Lopezia minima ingår i släktet enmansblommor, och familjen dunörtsväxter. Inga underarter finns listade i Catalogue of Life.